# Jenny Nyström (Malerin)

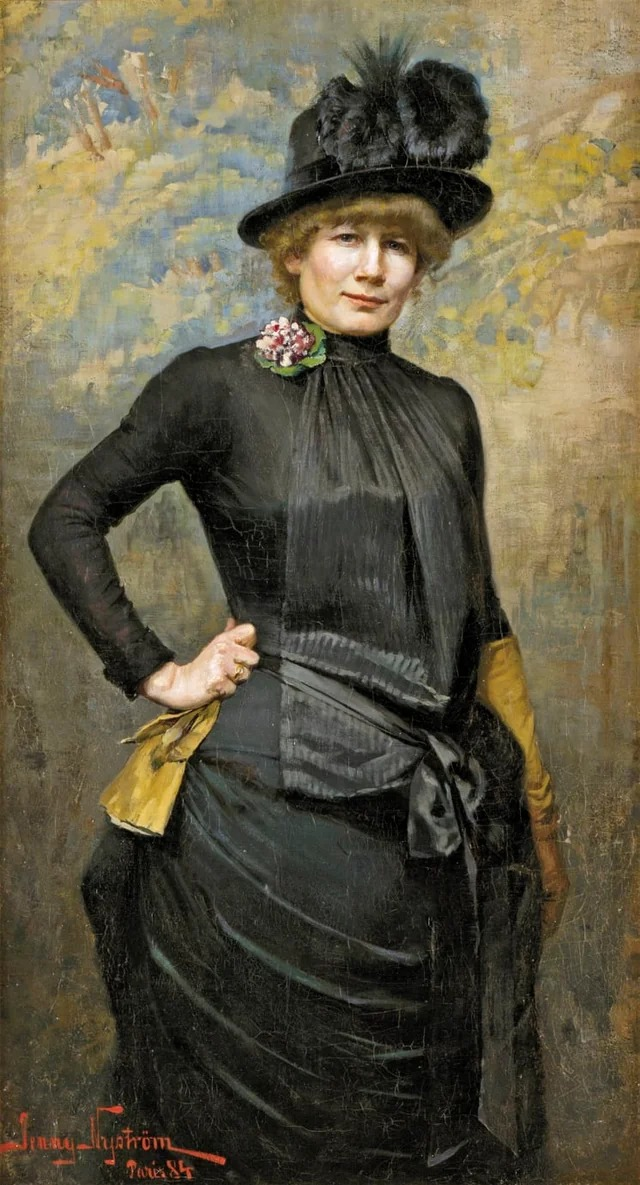
Jenny Nyström, Selbstporträt, 1884

Jenny Nyström (* 13. Juni 1854 in Kalmar; † 17. Januar 1946 in Stockholm) war eine schwedische Malerin und Illustratorin. Sie war vor allem für ihre Zeichnungen von Jultomte auf Weihnachtskarten und Zeitschriftencovern bekannt, wodurch die schwedische Version des Weihnachtsmanns mit den Zwergen geprägt wurde.

## Leben
Jenny Nyström wurde am 13. Juni 1854 in Kalmar als Tochter des Kantors und Lehrers Daniel Nyström und seiner Frau Anette Bergendahl als drittes von fünf Kindern geboren. Sie war ein lebhaftes und kreatives Kind und lebte in einer großen Familie, mit Großeltern, zwei Tanten und der Urgroßmutter. Ihren ersten Schulunterricht erhielt sie von ihrem Vater.
Ende 1863 zog die Familie nach Majorna in Göteborg. Ihr Vater war dort zum Schulleiter ernannt worden. Die Magd der Nyströms, Karin Johansdotter, begleitete die Familie nach Göteborg. In Göteborg besuchte Nyström zunächst die Schule von Frau Natt och Dag, bevor sie auf die Kjellberg-Mädchenschule wechselte. 1869 begann sie an der Kunstschule des Göteborger Museums (heute Kunsthochschule Valand) zu studieren und einer ihrer Lehrer dort, Fredrik Wohlfahrt, regte sie dazu an, Bilder von „Tomte“ zu malen. 1871 wurde der Regionalgouverneur Albert Ehrensvärd auf sie aufmerksam, während sie im Göteborger Kunstmuseum zeichnete. Er lud sie nach Stockholm ein, damit sie die dortigen Kunstgalerien und das Nationalmuseum besuchen konnte.
In Stockholm wurde sie dem Professor an der Königlichen Akademie der Schönen Künste Stockholm Johan Christoffer Boklund vorgestellt. In dem Jahr erschien auch die Geschichte von Viktor Rydberg Lille Viggs äfventyr på julafton (Klein-Viggs Abenteuer am Heiligabend) in der Weihnachtsausgabe von Göteborgs Handels- och Sjöfarts-Tidning. Angeregt durch die Erzählung fertigte Nyström acht Illustrationen an, die dem Chefredakteur der Zeitung vorgelegt wurden, der sie an Rydberg weitergab. Diesem gefielen sie und er schickte sie an Bonnier zur Veröffentlichung. Dort blieben sie jedoch liegen. Jenny Nyström forderte die Rückgabe. Das Buch wurde 1875 im Verlag von Torsten Hedlund mit ihren Illustrationen veröffentlicht. Es wurde später zum schwedischen Weihnachtsklassiker.
Im August 1873 schrieb sich Jenny Nyström an der Akademie der Schönen Künste in Stockholm ein und studierte dort acht Jahre. Da sie nicht aus wohlhabenden Verhältnissen stammte, musste sie selbst für ihren Unterhalt sorgen. So verkaufte sie Abonnements für die Ny Illustrerad Tidning, für die sie auch Illustrationen fertigte. Unterstützt wurde sie zudem durch Gönner wie Albert Ehrensvärd, der dafür sorgte, dass sie ab dem 1. April 1874 jeden Monat 100 Kronen erhielt, solange sie Studentin an der Akademie war. Auch der Großhändler James Dickson finanzierte ihr Studium für eine gewisse Zeit. Der Schatzmeister Wilhelm Berg wurde ab 1876 ihr Gönner und ab 1877 erhielt sie ein jährliches Stipendium der Akademie. Für ihr historisches Gemälde Gustav Vasa inför König Hans erhielt sie zusammen mit Richard Hall die königliche Goldmedaille der Akademie im Jahr 1881.

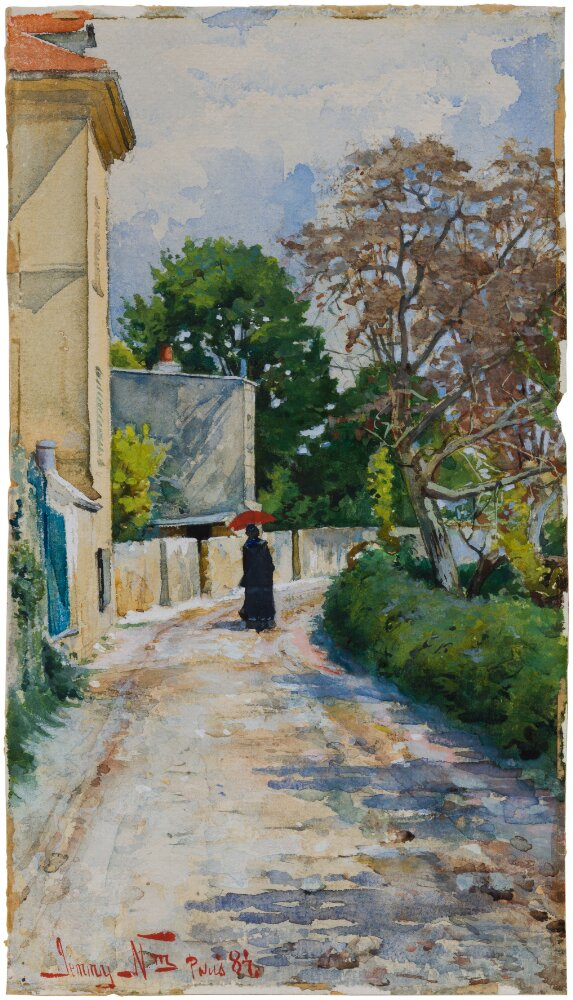
Jenny Nyström: A Woman Walking in Paris, 1884

Dank eines Reisestipendiums konnte sie Paris besuchen und dort ihre Techniken perfektionieren. Sie reiste im November 1882 nach Paris und studierte an der Académie Colarossi, da die französische Kunstakademie zu der Zeit keine Studentinnen annahm. Sie nahm 1884 am Pariser Salon teil und stellte dort ihr Selbstporträt Från min atelier i Paris aus. Nach Schweden kehrte sie nur kurz zurück, um dort Gemälde zu verkaufen und um ihr Stipendium abzuholen, dann verlobte sie sich im Herbst 1884 mit Daniel Stoopendaal, den sie während ihres Studiums kennengelernt hatte. Auch 1885 stellte sie im Pariser Salon aus, diesmal das Gemälde Gammal kvinna i Creuze.

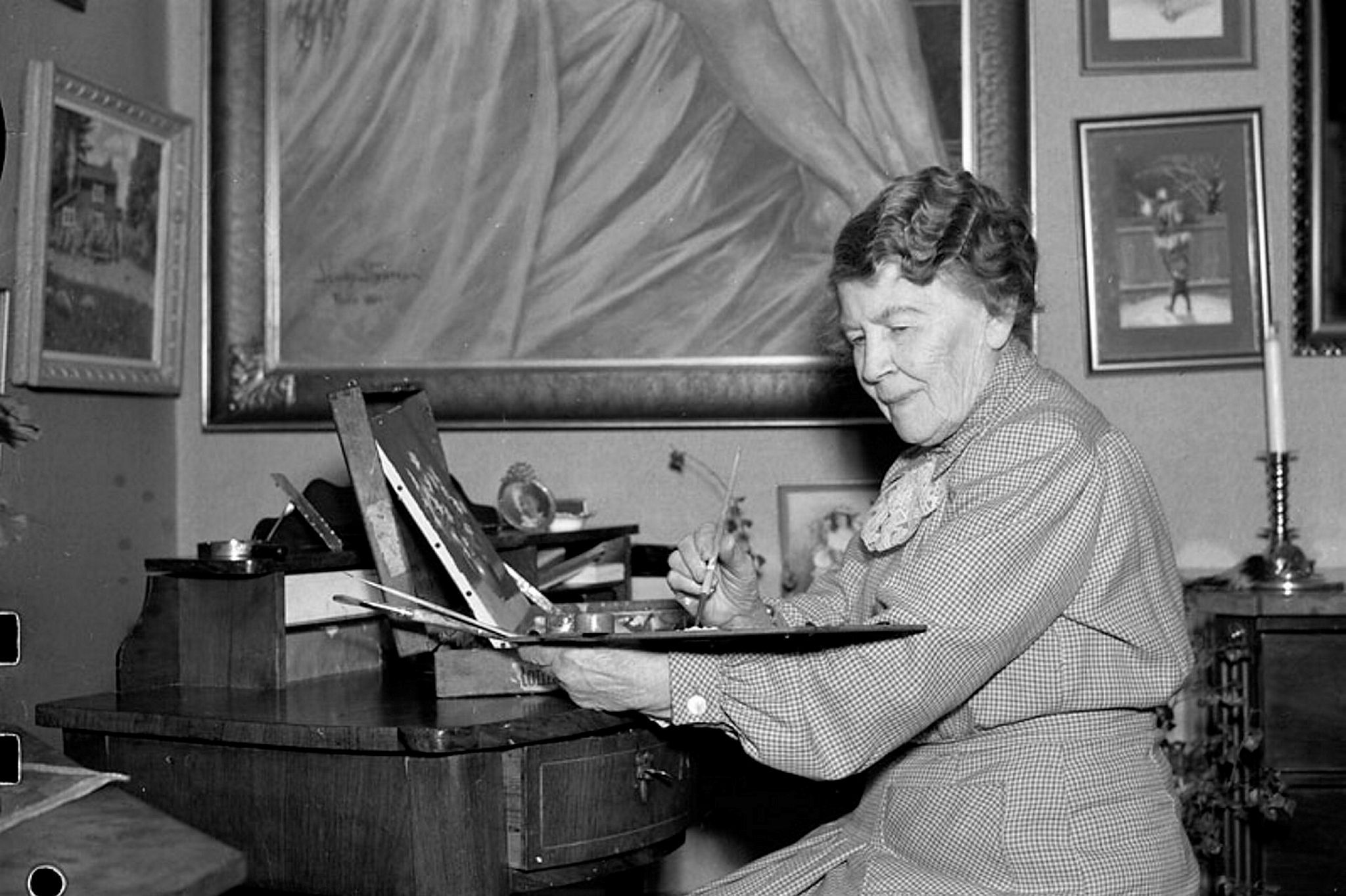
Jenny Nyström an ihrem Arbeitstisch, 1944

Nach Stockholm kehrte Jenny Nyström Anfang 1886 zurück. Sie arbeitete für verschiedene Verlage als Illustratorin und 1887 heiratete sie Daniel Stoopendaal. Im Herbst des Jahres zogen sie in eine große Wohnung in der Tegnérgatan. Sie zeichnete auch ihr Atelier und nach dem Tod ihrer Mutter zog ihr Vater 1889 bei ihr und ihrem Mann ein. Der Sohn Curt Stoopendaal wurde im Juni 1893 geboren. Die Magd Karin Johansdotter zog zur Familie Nyström-Stoopendaal nach Stockholm, um bei der Hausarbeit und Kinderbetreuung zu helfen.
Da ihr Mann bei schlechter Gesundheit war und sein Studium nicht abschließen konnte, war Jenny Nyström-Stoopendaal dafür verantwortlich, den Lebensunterhalt der Familie zu sichern. Sie illustrierte zahlreiche Kinderbücher und historische Romane, sie malte Titelbilder für Zeitungen und Zeitschriften. 1911 unterzeichnete sie einen Vertrag zur Herstellung von Grußkarten für den Verlag von Axel Eliasson. Das bedeutete, dass sie jeden Monat eine bestimmte Anzahl Aquarelle als Hintergrundillustration für die Karten anfertigen musste. Aufgrund der Anziehungskraft ihrer Zeichnungen erlangten diese Illustrationen große Aufmerksamkeit. Ihre Kunstwerke waren modern und humorvoll. Sie zeichnete den „Tomte“ als Kapitän eines Flugzeugs, Fahrer eines Autos, eines Lastwagens, eines Motorrads oder sogar eines Zuges und gab ihm auch exotische Tiere wie Elefanten und Giraffen als Assistenten für die Auslieferung von Weihnachtsgeschenken bei. Sie mischte in ihren Werken traditionelle, volkstümliche Weihnachtselemente wie den Julbock, Weihnachtsbäume, Schlitten, Rodeln mit den modernen Aspekten. Deutlich kommt in ihren Osterbildern die Darstellung von Geschlechterfragen zum Ausdruck. Eine ihrer Illustrationen zeigt eine Henne mit behandschuhtem Fuß, die einen schwarzen Ordner mit der Aufschrift „Antituppföreningen“ (Anti-Hahn-Verein) hält. Die Henne steht dem Hahn gegenüber, der als Hausmann dargestellt wird, der für zwei Hühner verantwortlich ist, während die Henne nicht zu Hause ist.
Vorlagen für ihre Kunstwerke fand sie überall und als Fotografin fotografierte sie Personen, die später in ihre Kunstwerke einflossen. In der Barnbibliotekets Saga des Jahres 1910 steht in ihrem biografischen Eintrag, dass sie sich für die Illustration von Kindergeschichten entschieden habe, da sie Kinder immer geliebt habe und ihnen etwas vom schönen, sonnigen Land zeigen wollte, das ihr aus ihrer Kindheit in Kalmar in Erinnerung geblieben sei. Auch ihren Sohn Curt zeichnete sie, oft mit einer roten Mütze und im traditionellen Outfit. Gemeinsam mit Curt malte sie 1895 ein Porträt von sich selbst, das sie Mor och son nannte.
Jenny Nyström-Stoopendaal war bis zum Schluss produktiv. Sie starb am 17. Januar 1946 im Alter von 91 Jahren in ihrem Haus in Stockholm. Jenny Nyström wurde auf dem Nordfriedhof von Stockholm neben ihrem Ehemann Daniel Stoopendaal und ihrem Vater Daniel Nyström beigesetzt.

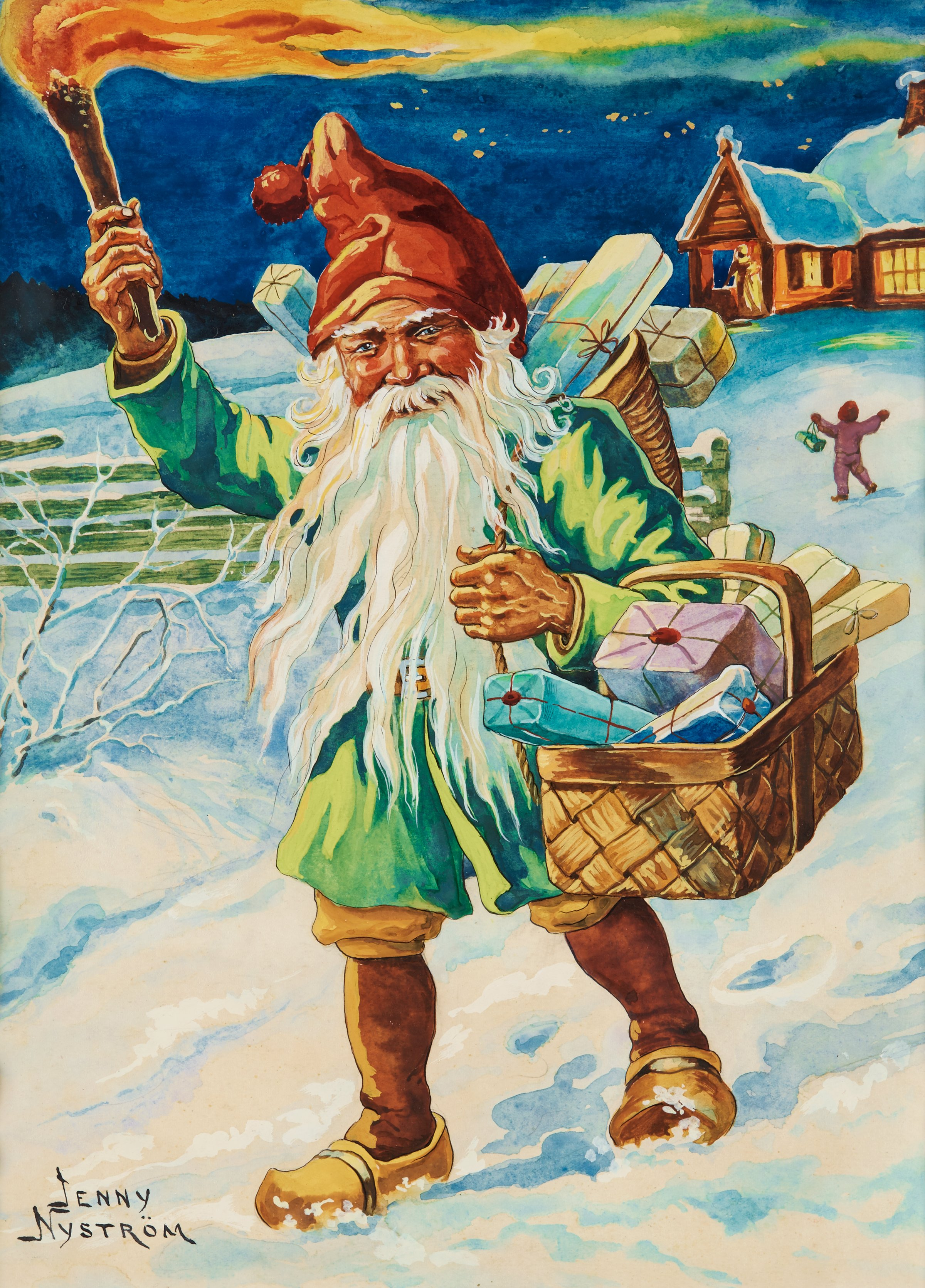
Weihnachtskarte vor 1946
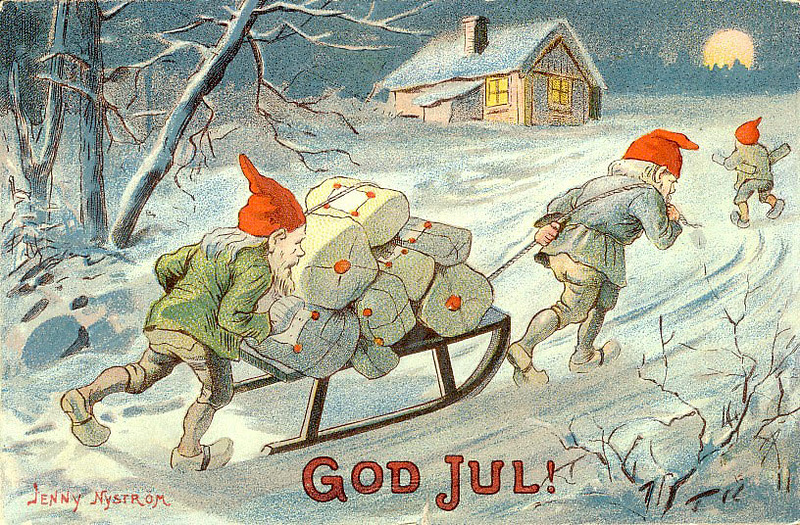
Weihnachtskarte vor 1946
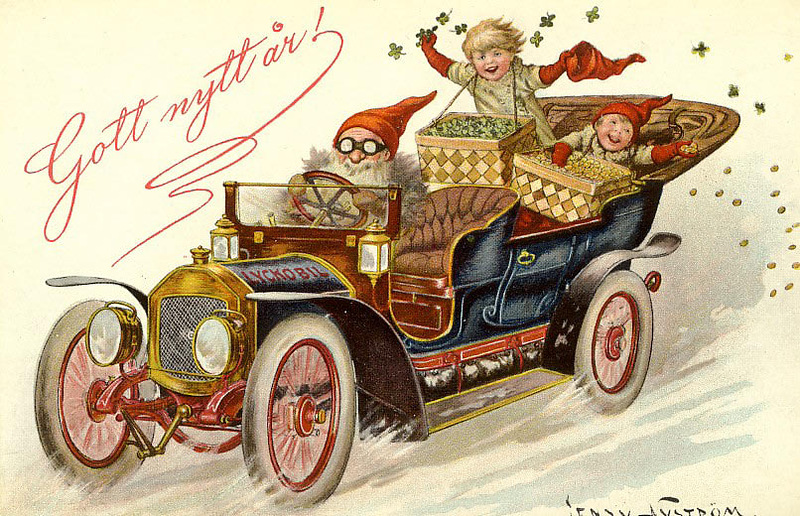
Weihnachtskarte vor 1946
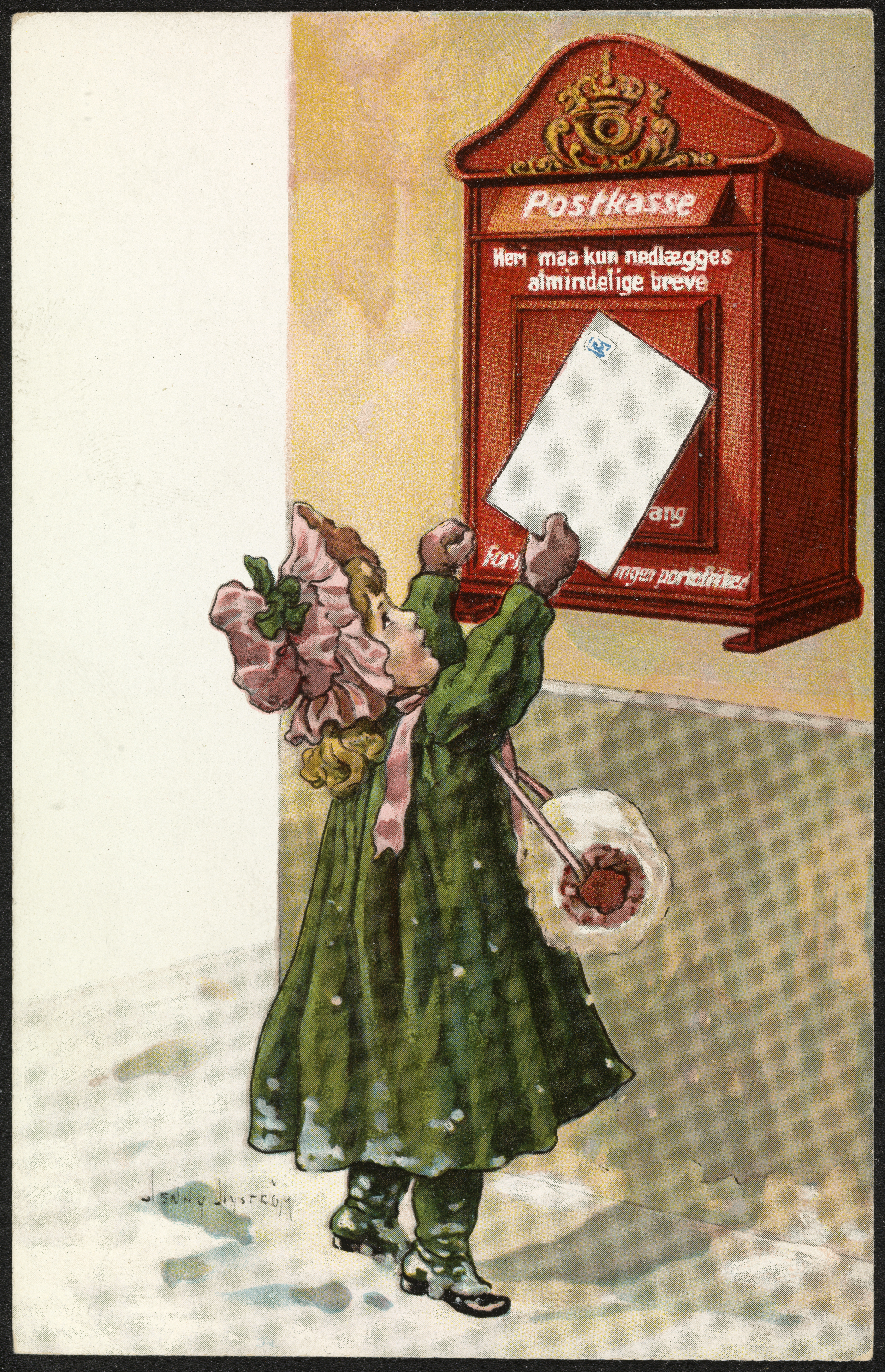
Postkarte
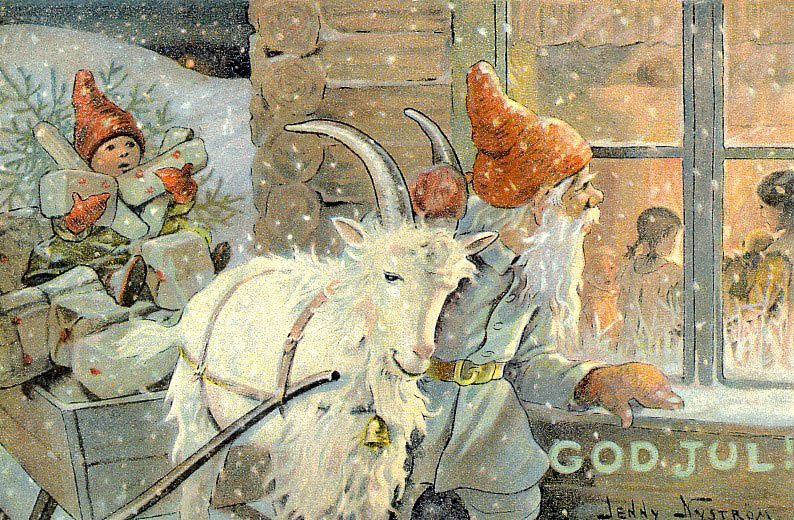
Weihnachtskarte vor 1946
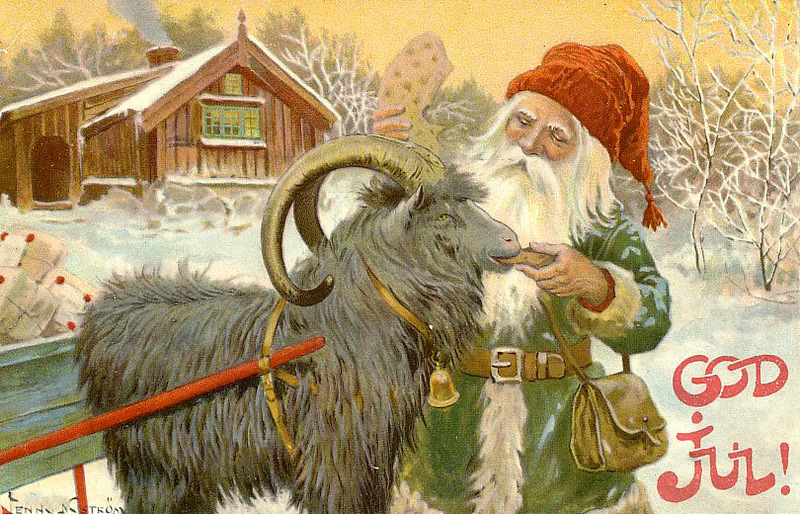
Weihnachtskarte vor 1946
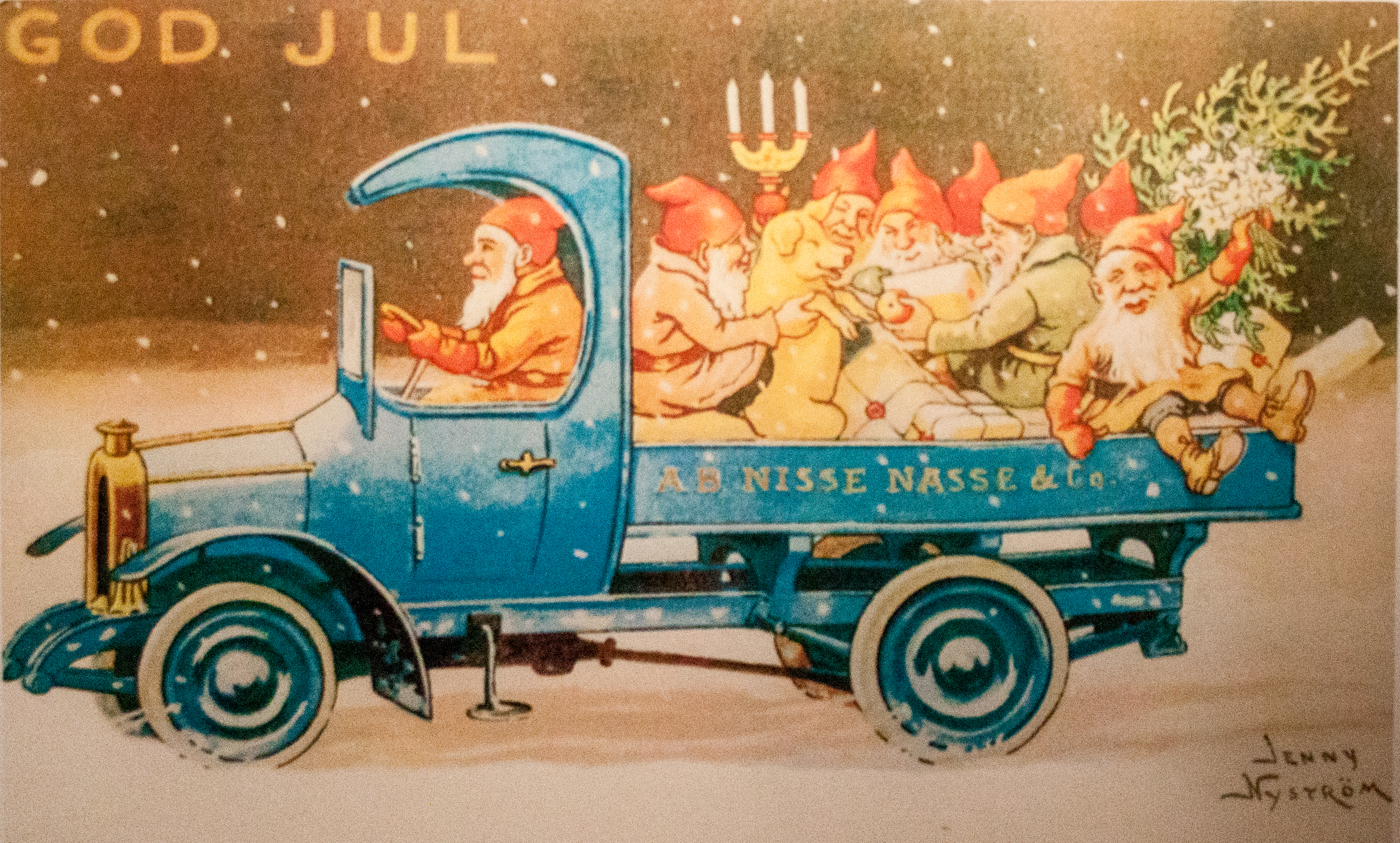
Weihnachtskarte
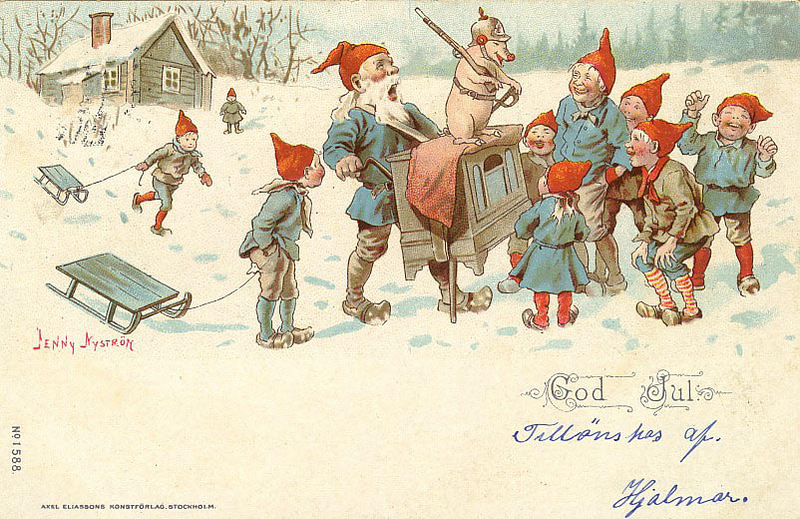
Weihnachtskarte vor 1946
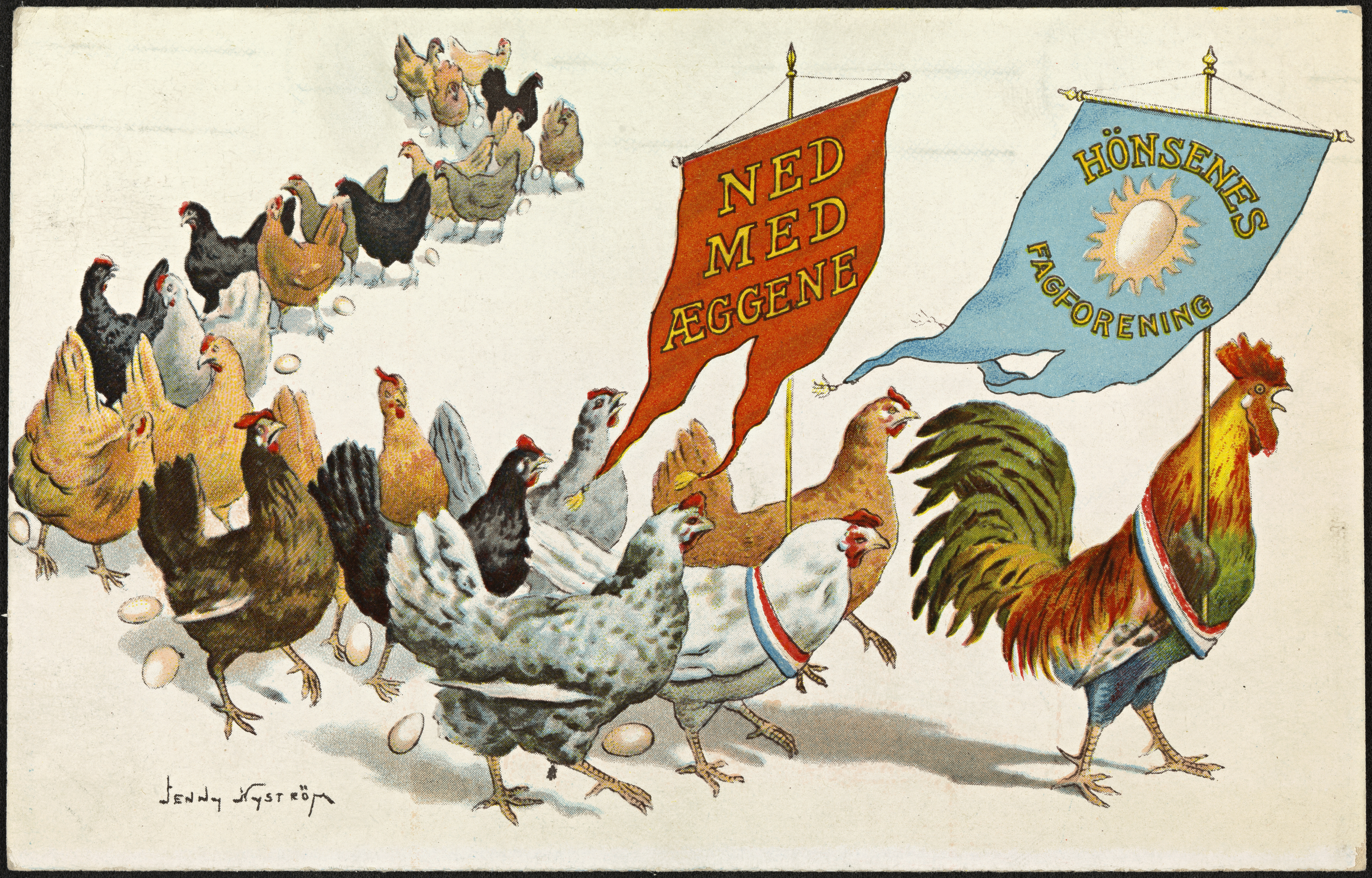
Postkarte
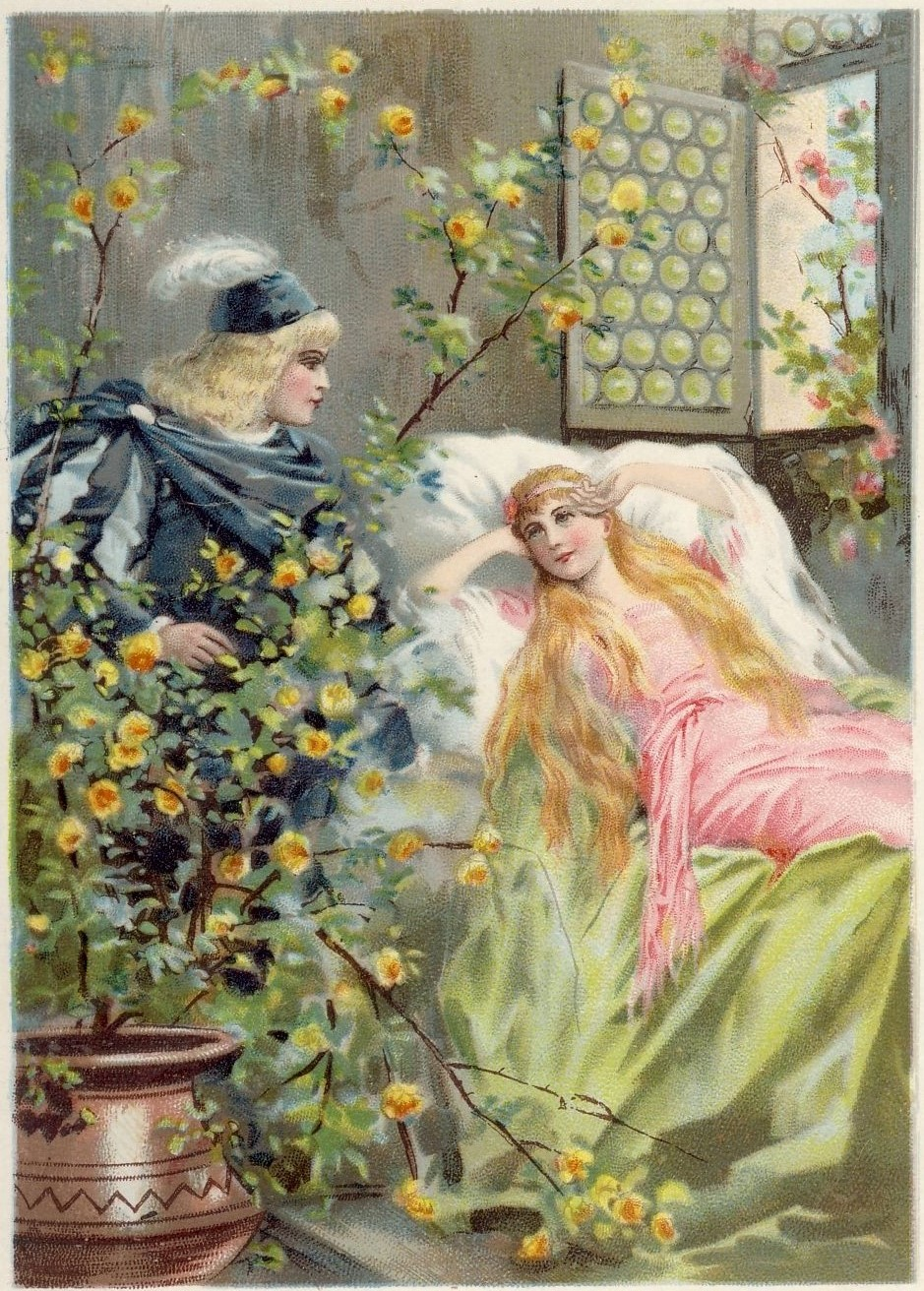
Dornröschen
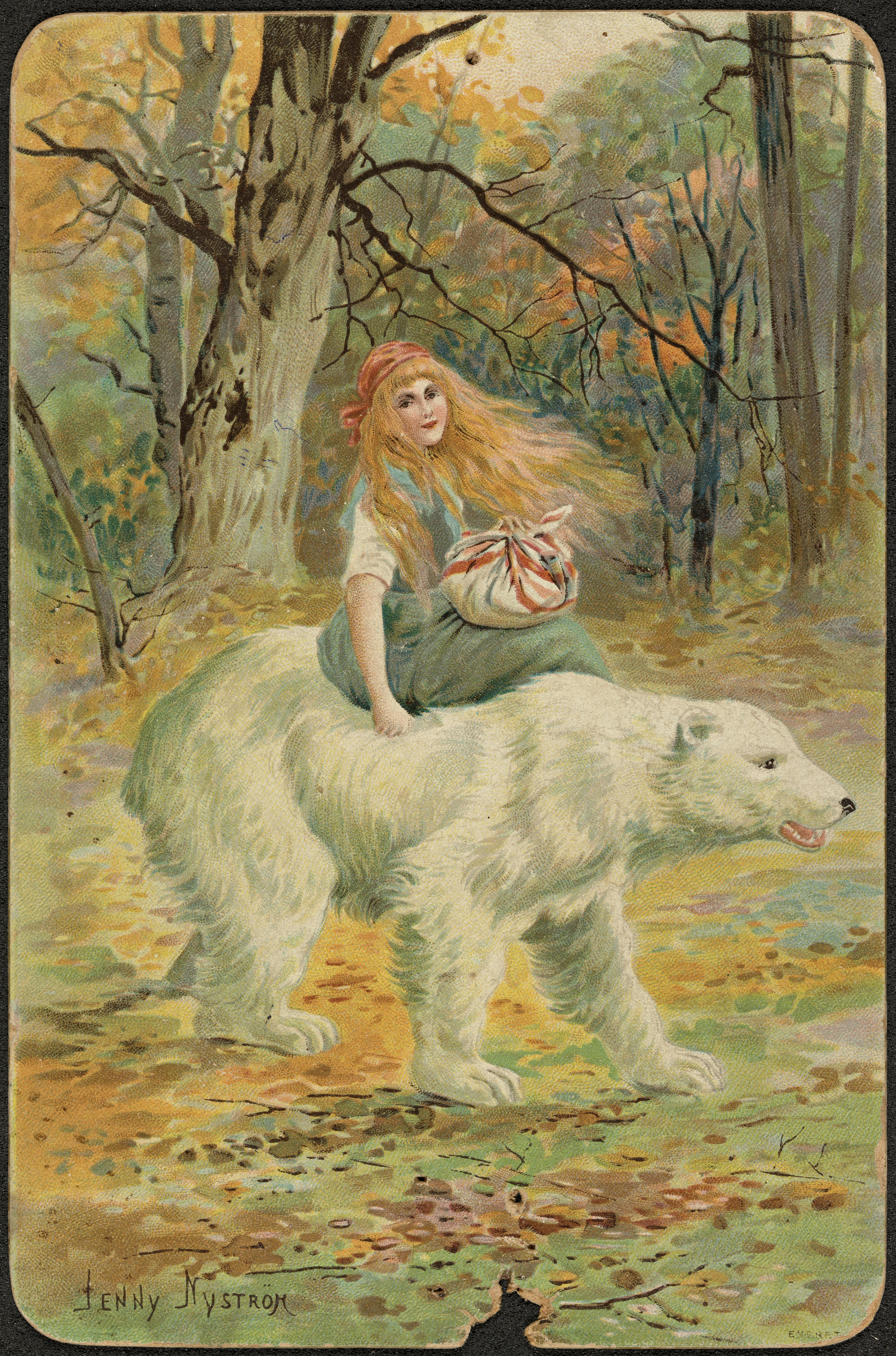
Illustration
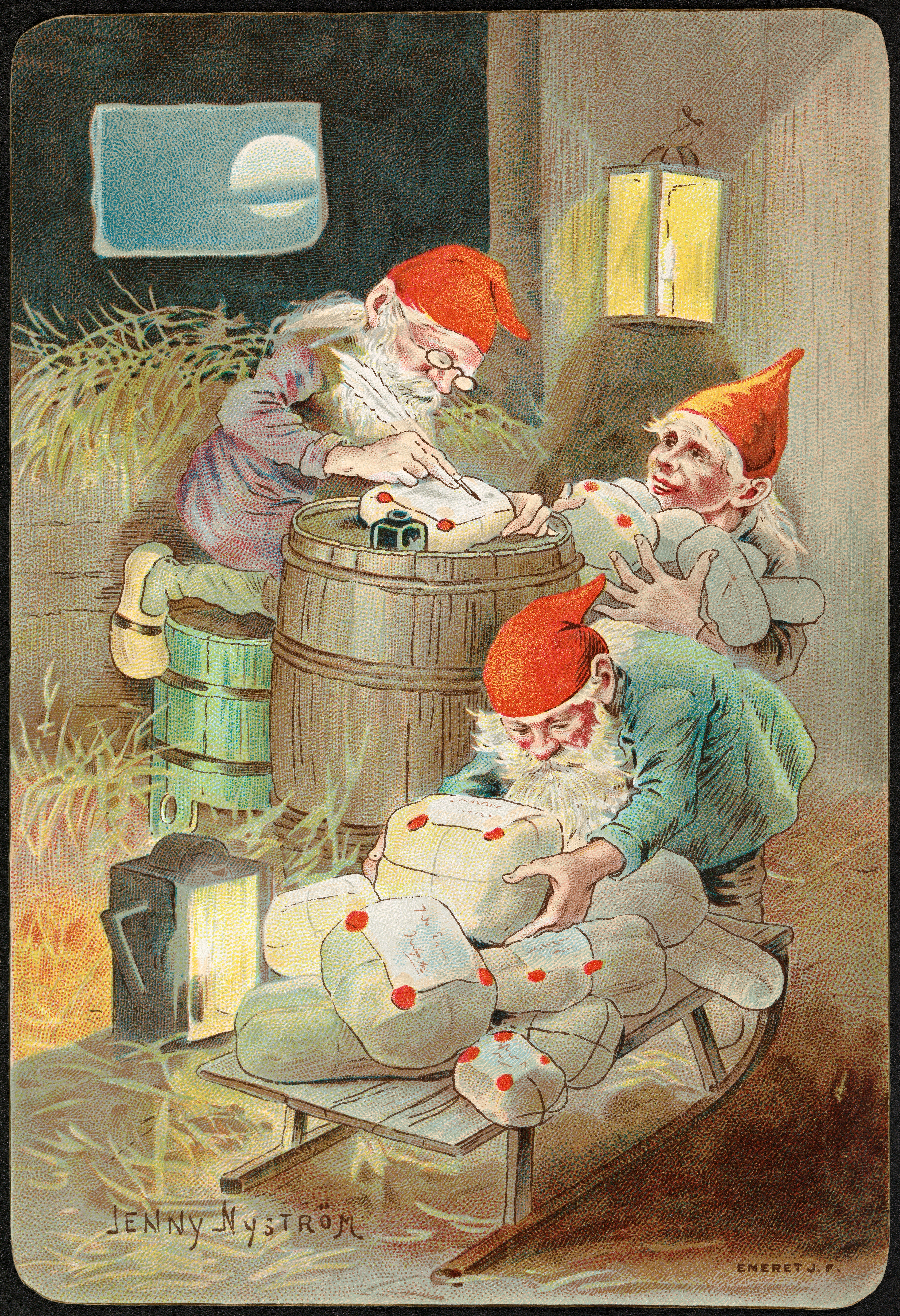
Weihnachtskarte um 1889
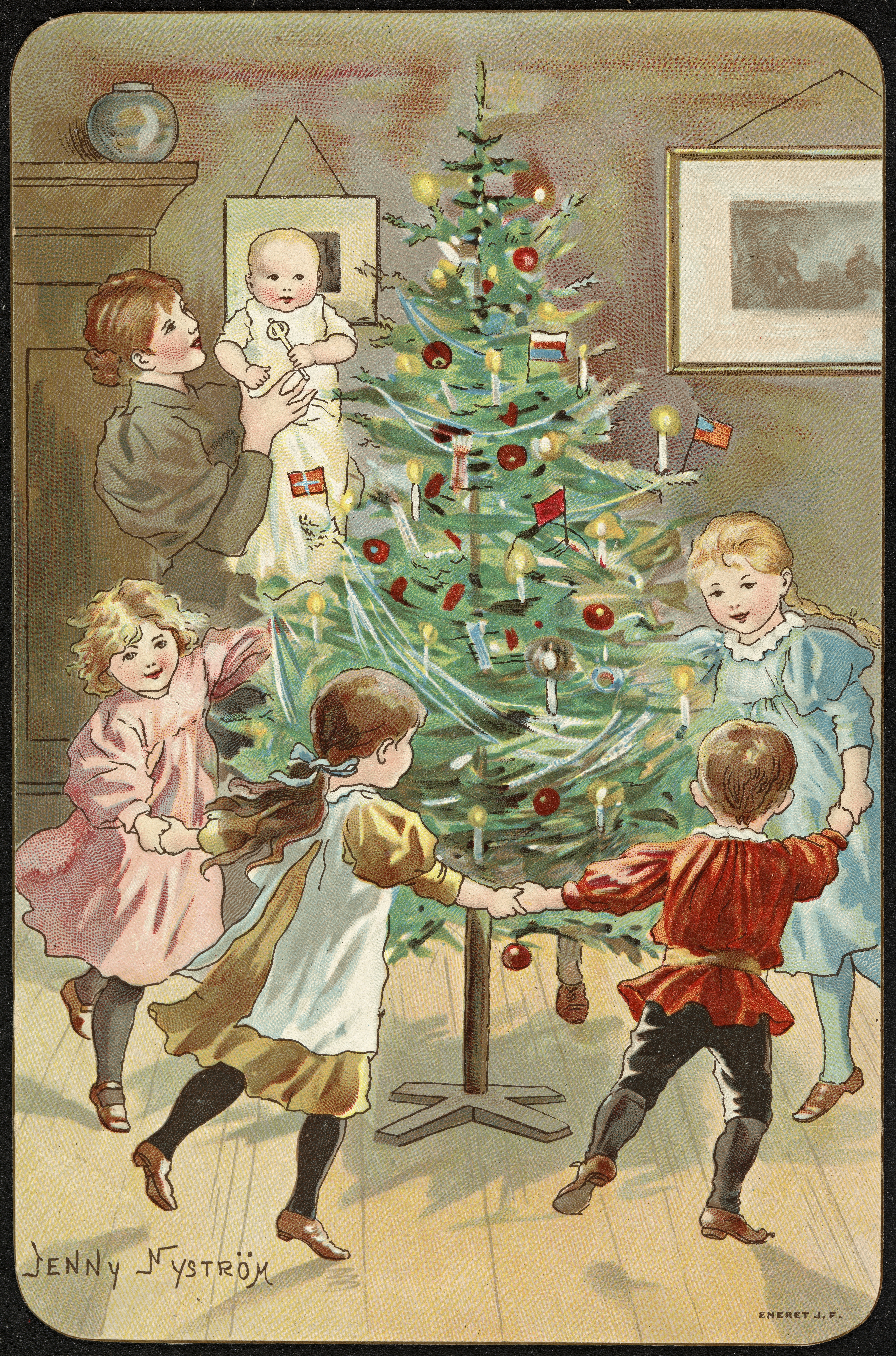
Weihnachtsmotiv um 1885